# Eriopyga confluens
Eriopyga confluens là một loài bướm đêm trong họ Noctuidae.